# 霍羅代茨 (薩爾內區)

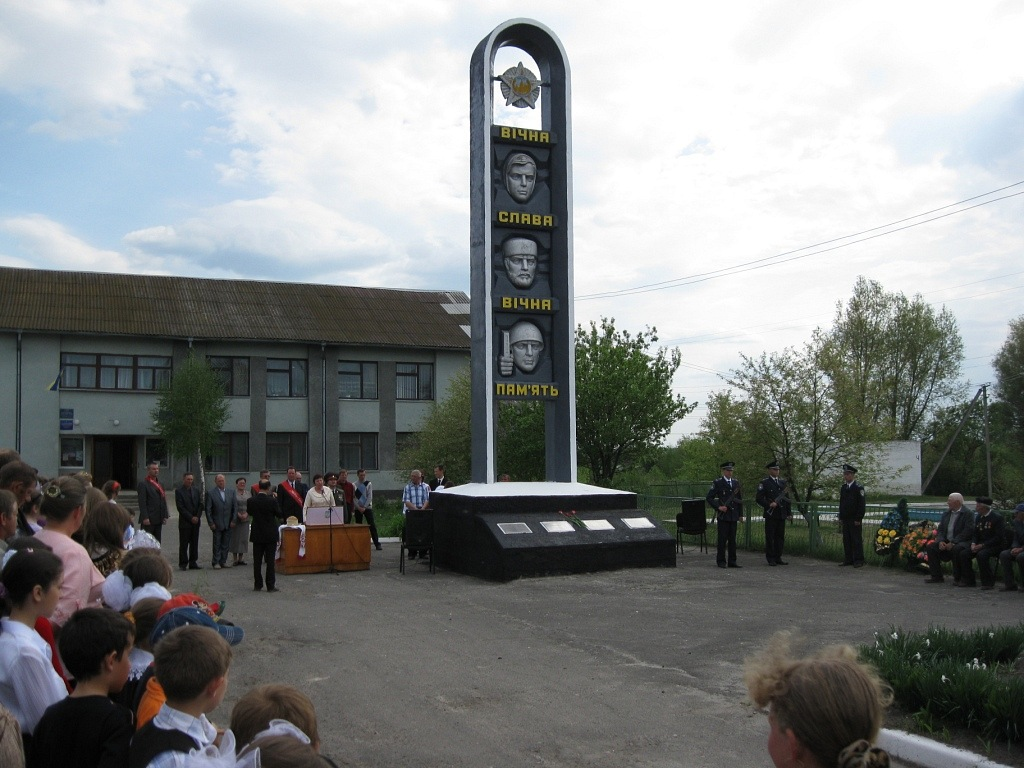
霍羅代茨

霍羅代茨是烏克蘭西北部羅夫諾州村落，由萨尔内区薩爾內市鎮管轄（2020年乌克兰行政区划改革前隶属于弗拉基米列茨區），始建於1540年；面積52.2平方公里，海拔高度160米，2001年人口2,020人，人口密度每平方公里40.4人。

## 外部連結
- Городець[永久]